# Maria Cristina Marchetti
Maria Cristina Marchetti (Pavia, 11 dicembre 1955) è una fisica italiana naturalizzata statunitense, che lavora nel settore della fisica statistica, della fisica della materia condensata e della biofisica. In particolare, è nota per il suo ruolo di primo piano nello sviluppo del campo di ricerca della materia attiva.

## Carriera accademica
Marchetti si è laureata in fisica presso l'Università di Pavia nel 1978, trasferendosi poi all'Università della Florida, dove ha ottenuto il dottorato di ricerca nel 1982, sotto la supervisione di James W. Dufty. La sua tesi di dottorato era incentrata sul tema della meccanica statistica lontana dall'equilibrio.
Dopo alcuni anni da post-doc in varie università degli Stati Uniti, è stata assistente presso la Syracuse University dal 1987 al 1997, diventandone professoressa nel 1997. Nel 2018 si è poi trasferita all'Università della California, Santa Barbara. Dal 2016 al 2021 è stata inoltre redattore capo, assieme a Jean-Michel Raimond, di Physical Review X, in quegli anni la rivista dell'American Physical Society con il maggior fattore di impatto, nonché, dal 2017, di Annual Review of Condensed Matter Physics.

## Ricerca
La ricerca di Marchetti è focalizzata in generale sullo studio dei comportamenti collettivi nei sistemi fisici e biologici. All'inizio della sua carriera ha lavorato, assieme a David Robert Nelson, nel campo dei superconduttori e dei fluidi a bassa temperatura, ad esempio studiando le proprietà dei vortici di Abrikosov.
In seguito è diventata uno dei massimi esperti nel campo della materia attiva, ossia materia composta da particelle semoventi che consumano energia. La sua ricerca si concentra sulla comprensione della struttura, delle transizioni di fase e della reologia di sospensioni e gel costituiti da sistemi di materia attiva come particelle semoventi, filamenti biologici e cellule. È particolarmente interessata a comprendere il comportamento delle colonie cellulari che crescono in geometrie confinate, come quelle che si trovano nei tessuti animali e umani.

## Vita privata
È sposata con il fisico teorico Mark Bowick, anche lui all'Università di Santa Barbara, con il quale ha più volte collaborato. I due hanno due figli.

## Premi e riconoscimenti
- Fellow dell'American Physical Society, Division of Condensed Matter Physics (eletta nel 2000)[1]
- Fellow dell'American Association for the Advancement of Science (eletta nel 2013)[19]
- Fellow della National Academy of Sciences (eletta nel 2019)[2]
- Premio Leo P. Kadanoff dell'American Physical Society nel 2019.[1]